# حلقه بالون

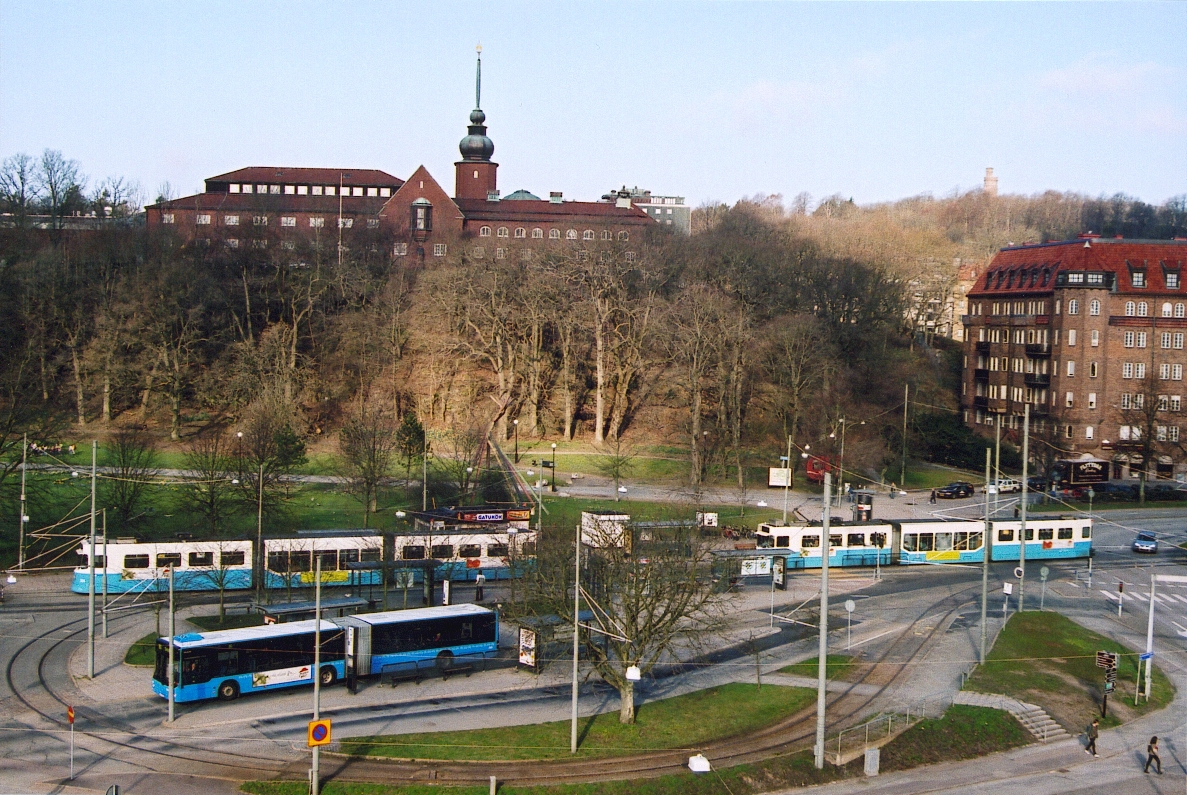
حلقه بالون در Linnéplatsen در تراموا در گوتنبرگ، سوئد

حلقه بالون (انگلیسی: Balloon loop) به یک وسیله نقلیه ریلی یا قطار اجازه می‌دهد بدون نیاز به انداختن وسیله نقلیه به خطی دیگر یا توقف، جهت خود را معکوس کند. حلقه‌های بالون می‌توانند برای قطارهای مسافربری و قطارهای باری واحد مفید باشند.
حلقه‌های بالون در سیستم‌های تراموا رایج هستند.